# David Jiménez García
David Jiménez García (Barcelona, 1971) és un periodista i escriptor espanyol. Ha estat corresponsal de guerra i director del diari espanyol El Mundo. Va abandonar la direcció del diari el 25 de maig de 2016.

## Biografia
David Jiménez va néixer a Barcelona l'11 de gener de 1971. Va començar la seva carrera com a periodista en 1994 per a El Mundo, treballant com a becari de les seccions de Madrid i Societat. L'octubre de 1998 va inaugurar la primera corresponsalia del diari a Àsia, on va cobrir els grans esdeveniments de la regió fins a 2014. Després d'obtenir una beca Nieman a la Universitat Harvard, va tornar a Madrid per fer-se càrrec de la direcció d'El Mundo, amb l'encàrrec de treure al diari de la seva crisi i liderar la seva transformació digital.
Jiménez ha escrit i publicat reportatges per The Guardian, Toronto Star, The Sunday Times i la revista Esquire, entre d'altres. També ha col·laborat per a les cadenes de televisió CNN i BBC.

## Trajectòria
David Jiménez va cobrir durant una dècada la guerra de l'Afganistan i com a corresponsal va ser enviat especial al Caixmir, Timor Oriental, Sri Lanka o Pakistan. També va informar des de revoltes i revolucions a Myanmar, Nepal, Filipines o el Tibet. En aquest últim cas, la seva cobertura va portar al govern xinès a prohibir-li tornar a trepitjar el país. El periodista barceloní també va informar dues vegades, ambdues en la clandestinitat, des de Corea del Nord i va narrar des de Pyongyang l'ascens al poder de Kim Jong-un. Va ser també enviat especial als tsunamis de l'Índic (2004) i Pacífic (2011), sent l'únic reporter occidental que va es va quedar a Fukushima durant la posterior crisi nuclear.
El 2014 va ser seleccionat per participar en una beca Nieman de la Universitat Harvard que li va permetre treballar en el Media Lab de l'Institut Tecnològic de Massachusetts sobre els desafiaments digitals de la premsa.
A finals d'abril de 2015 va ser nomenat director del diari El Mundo, en substitució de Casimiro García-Abadillo, que havia ocupat el càrrec des del cessament de Pedro J. Ramírez, el 30 de gener de 2014. El 25 de maig de 2016 va saltar la notícia de la seva destitució com a director del diari arran de la seva participació aquest mateix dia en una tertúlia a Onda Cero, en la qual va preguntar al presentador si acceptaven "a exdirectors".
Efectivament, després d'un any en el càrrec, Jiménez va ser destituït com a director d'El Mundo el 25 de maig de 2016. El destitució es va produir enmig de la greu crisi que travessava el diari, que s'enfrontava a un tercer ERO des de 2009 que afectava a tots els mitjans d'Unidad Editorial, inclòs el diari. Els treballadors del mitjà pressionaven a la direcció de l'empresa amb vagues intermitents en protesta per l'ERO que preveia l'acomiadament de més de 160 persones, una retallada a la que Jiménez s'hi havia oposat.
David Jiménez va atribuir el seu acomiadament a la seva negativa a acceptar pressions editorials que haurien compromès la independència del diari. El periodista va denunciar el juny de 2016 al president d'Unidad Editorial, Antonio Fernández-Galiano, i es va convertir en el primer director de diari del país que s'acollia a la clàusula de consciència recollida en la Constitució i destinada a protegir la llibertat de premsa.

## Obres
Entre les seves obres figuren el seu primer llibre, Hijos del monzón (Kailas, 2007), premiat com al millor llibre de literatura de viatges a Espanya i traduït a l'anglès, alemany i italià, entre altres idiomes. També ha publicat la novel·la El botones de Kabul (La Esfera, 2010), basada en la seva experiència cobrint la guerra, i El lugar más feliz del mundo (Kailas, 2015).
El 2019 va publicar El Director, una obra on relata la seva experiència com a director del diari El Mundo.